# Förderplattform Montara

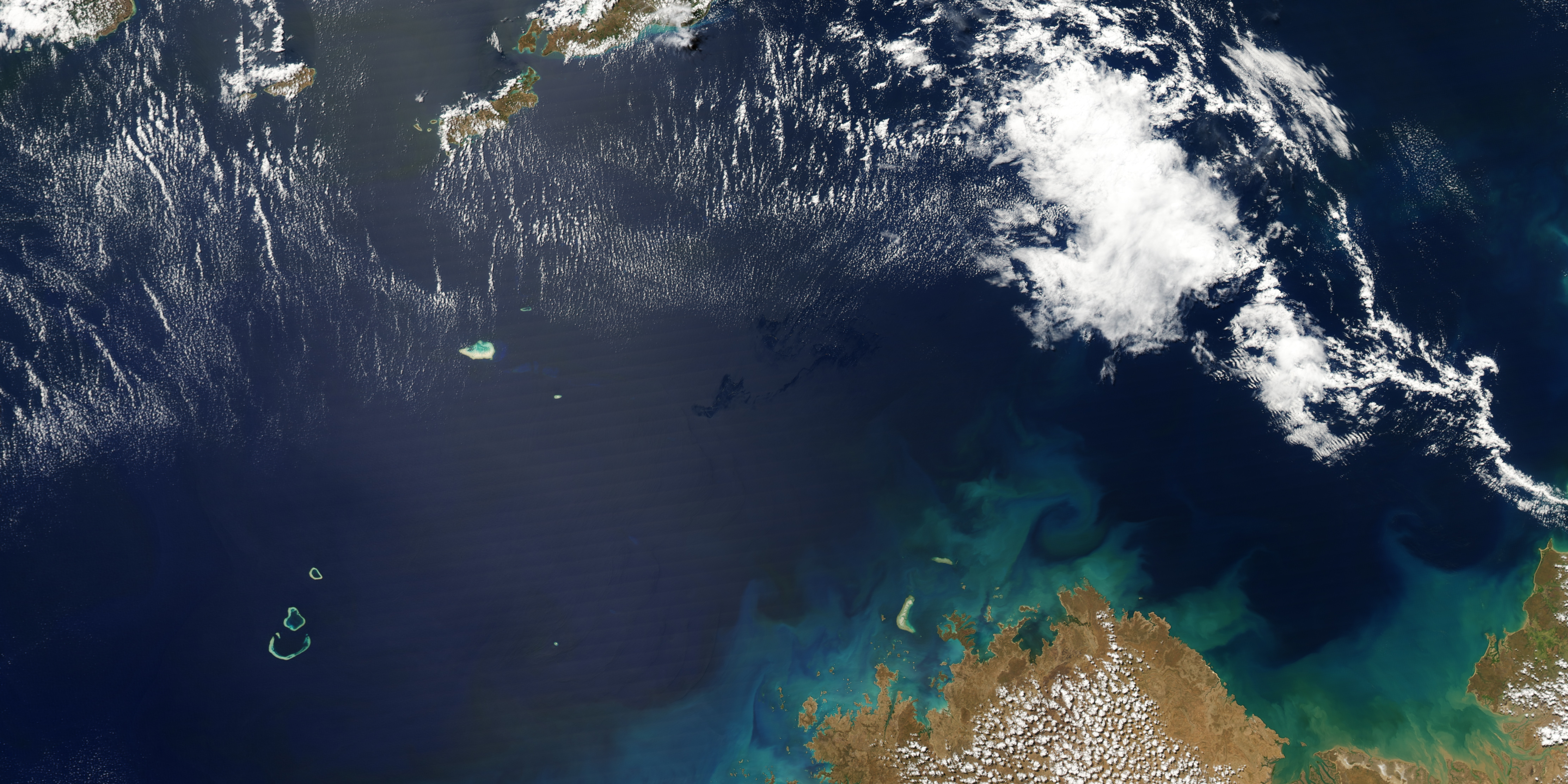
Ölteppich, 2009

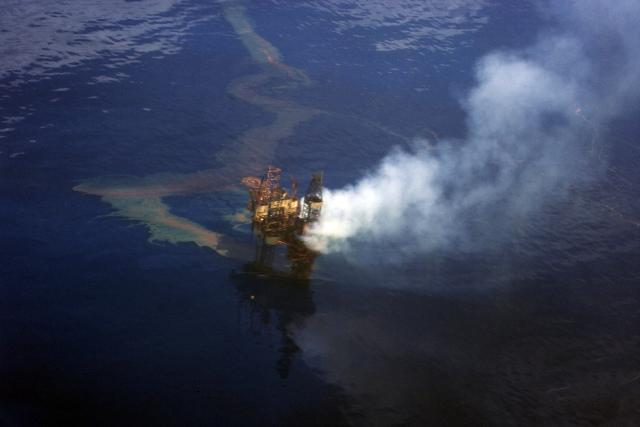
Die Havarie hatte eine Ölpest zur Folge

Die Förderplattform Montara war eine Bohrinsel östlich der Ashmore- und Cartierinseln in der Timorsee nordwestlich von Australien, die vom Unternehmen PTTEP Australasia, einer Tochtergesellschaft der thailändischen PTT Public Company, betrieben wurde.

## Unglück 2009
Nach einem Brand flossen ab dem 21. August 2009 über einen Zeitraum von 74 Tagen etwa 4.000 Tonnen Rohöl in das Meer, der Ölteppich erreichte eine Fläche von 25.000 Quadratkilometern. Auf den Ölteppich wurden insgesamt 180.000 Liter Dispergatoren (Corexit und Slickgone) aufgesprüht.
Der Betreiber entschied sich zum Abteufen einer Entlastungsbohrung, die Plattform fing jedoch Feuer. Am 3. November wurde die Ölpest endgültig durch Einbringen von Schwerspat-Schlamm in das Bohrloch gestoppt.